# 岐阜女子大学
岐阜女子大学（日语：岐阜女子大学），是位于日本岐阜县岐阜市的一所私立大学，1968年建校。

## 简介
岐阜女子大学是岐阜县内唯一的4年制女子大学。设有家政学部和文化创造学部，以及生活科学和文化创造学两个研究生院。

## 简史
- 1946年，前身华阳女子学园（专门学校）开校。
- 1968年，岐阜女子大学开学。设立家政学部。
- 1970年，设立文学部。
- 1995年，文学研究科研究生院开设。
- 2004年，文学部改组文学创造学部。生活科学科研究生院设立。
- 2015年，数字档案研究生开设。

## 协定校
- 放送大学
- 冲绳女子短期大学
- 中国美术学院